# Terremoto de El Salvador de 1658
El Terremoto de San Salvador de 1658 fue un movimiento telúrico, de aproximadamente 6,2 de Magnitud, que ocurrió el día 3 de noviembre, según relatos de historiadores, ocurrió "mientras todos dormían en las primeras horas de la madrugada" y fue originado por la erupción de un cono satélite del volcán de San Salvador llamado en la actualidad volcán El Playón.

## Antecedentes

### Erupción del volcán el Playón
En el mes de noviembre de 1658 una violenta erupción volcánica de un nuevo cráter secundario surgido del volcán de San Salvador, afectó muchas zonas. Esta erupción estuvo acompañada de fuertes terremotos, que devastaron las ciudades de San Salvador, Quezaltepeque, Nixapan (Actual Nejapa).
La actividad volcánica incluyó una fuerte expulsión de cenizas, gases y lava. A esto se sumaron varios sismos, uno de ellos de gran intensidad, que terminaron de destruir gran parte de la infraestructura de las ciudades afectadas. 

## Hechos

### Relato de fray Francisco Ximénez
Jorge Lardé y Larín en su obra "El Salvador: inundaciones e incendios, erupciones y terremotos" cita relatos del testigo, el español fray Francisco Ximénez.
Según comenta fray Francisco Ximénez "toda la ciudad se vino al suelo, se escucharon retumbos o ruidos subterráneos, como si al mismo tiempo, en gigantesca batalla detonaron mil piezas de artillería de grueso calibre... el calor, por otra parte se tomó intenso e insufrible" 
Todo el llano, según fray Francisco Ximénez, permaneció varios días "como una caldera que hervía" 
En la catástrofe todos los monjes del convento Santo Domingo de San Salvador perdieron gran parte de terrenos en sus haciendas de Atapasco, La Anunciación y Estamecayo. 

### Lugares afectados

#### Mapilapa
La lava y escombro volcánico devastó el ahora extinto pueblo de Mapilapa y afectando los cultivos, ganado, ríos cercanos y las construcciones coloniales, entre ellos iglesias y casas de colonos.
Mapilapa, que en su momento estaba dentro de los límites fronterizos del Quezaltepeque  fue destruida en su totalidad; perdiéndose la producción de añil, ganado, cultivos, iglesias y casas.
Los pobladores de Mapilapa emigraron al centro de Quezaltepeque para instalarse, pero cuatro meses después, en marzo de 1659 pidieron permiso a la Corona Española de instalarse cerca de donde originalmente estaban ubicados, en un terreno propiedad de un español llamado Andrés Campos, pero el permiso fue denegado.
Según registros del historiador David Browning “el permiso fue denegado a causa de que el ganado de don Andrés podría causar graves daños a las cosechas de los lugareños, y sólo nos queda adivinar la influencia que el hacendado podía tener con las autoridades”. 

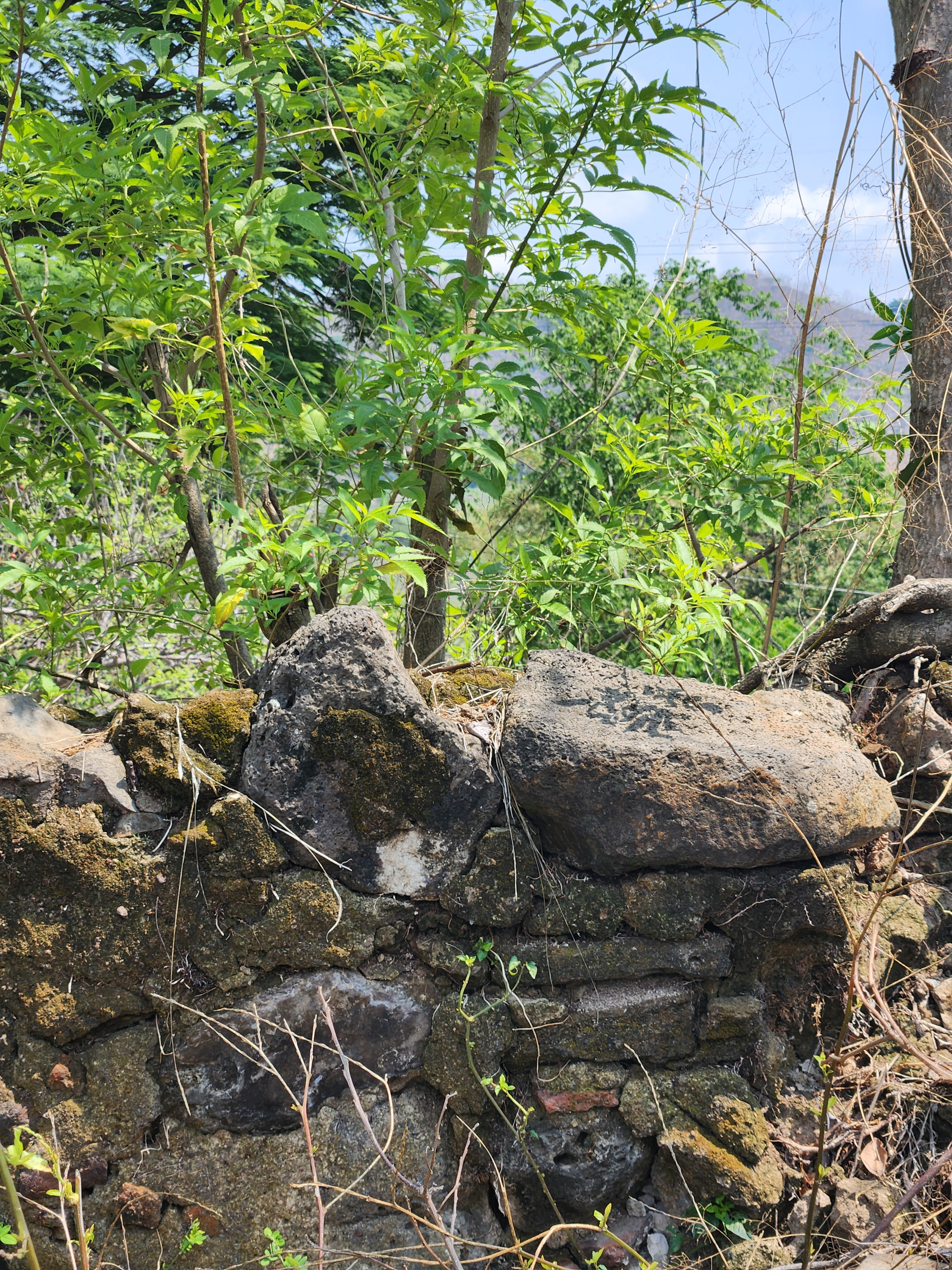
Restos de Mapilapa, 1658
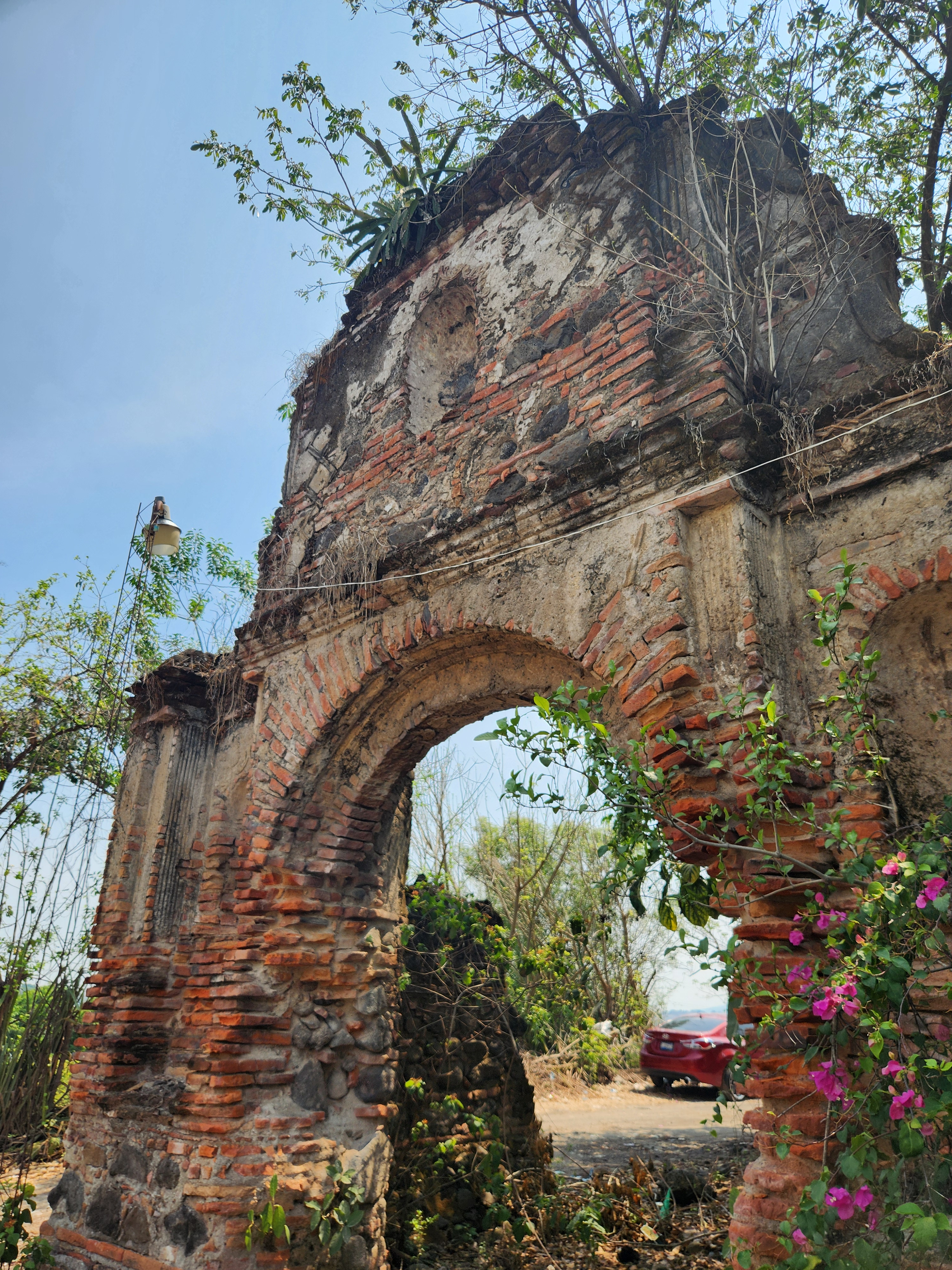
Iglesia de San Jorge, construida antes de 1658
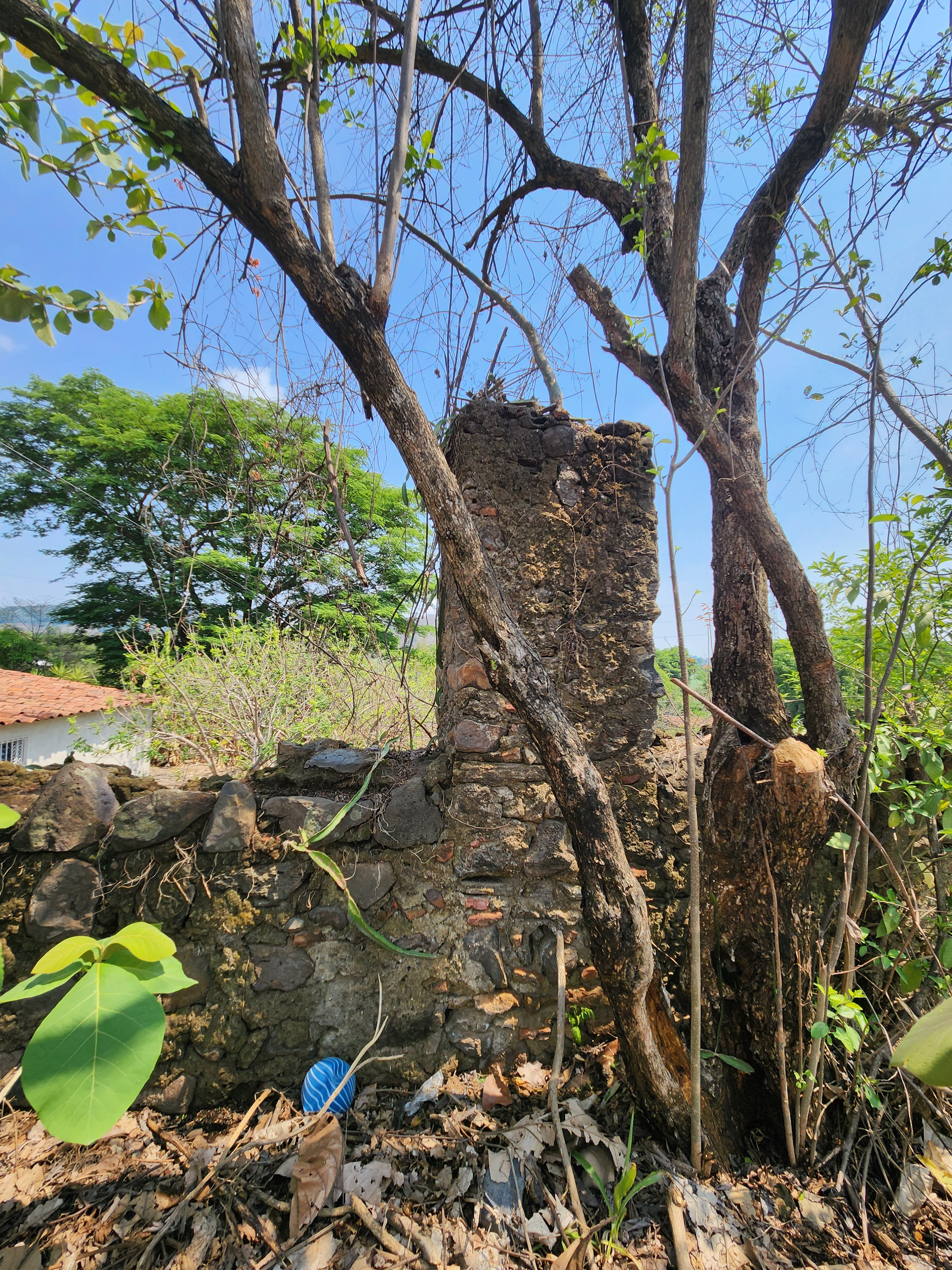
Restos de una columna

Cuenta el historiador Jorge Lardé y Larín que los migrantes de Mapilapa y otros poblados, estuvieron varios meses en el centro de Quezaltepeque, esperando que los alcaldes, regidores y alguaciles de Quezaltepeque y Nejapa los ubicaran en un nuevo asentamiento.
Ante la desesperación que no los ubicaban en ningún lugar, el pueblo ahora ambulante se estableció a una legua de Quezaltepeque y cerca del antiguo Camino Real de Provincias, en un lugar ubicado a las faldas del cerro Chapantepeque.
Este sitio fue refundado con el nombre de "San Jorge Mapilapa".
Posteriormente, el 16 de septiembre de 1659 en nombre de Su Majestad Felipe IV de España e Indias, el alcalde Luis Pérez, el regidor Sebastián Hernández y el alcalde mayor don Francisco Dandrade y Veja, fundan nuevamente Nejapa con el nombre de Nexapa; anexando a esta el nuevo "San Jorge Mapilapa", ahora ya no al oeste sino al este de Quezaltepeque. 
También la ubicación del extinto pueblo de Mapilapa y sus ruinas, que en un inicio estaban dentro de los límites geográficos de Quezaltepeque, pasaron a pertenecer, hasta el día de hoy a Nejapa.

#### San Juan Tecpán
La erupción volcánica de 1658, devastó el poblado indígena de San Juan Tecpán del cual ahora se desconoce su ubicación exacta en donde se asentó.  Historiadores como Luis Araujo lo ubican en las cercanías de las Ruinas de San Andrés, Santiago I. Barberena lo ubica dentro de la Hacienda Las Lajas. Jorge Lardé y Larín, lo ubica entre los ríos Tecopán-Amayo y Agua Caliente; en alguna zona del noreste de Opico. En 1995 el arqueólogo Paul Amorali, mientras excavaba pozos de sondeo preparatorios a la construcción del nuevo museo de las ruinas de San Andrés, encontró un obraje de añil característico de la colonia y que había sido cubierto por ese lodo volcánico de 1658, reforzando la teoría del historiador Luis Araujo que el pueblo San Juan Tecpán se encontraba cerca de San Andrés. 
San Juan Tecpán fue un pueblo yaqui o pipil, del cual su toponimia significa en español "Lugar de rocas" de las palabras nahuas, Tec que significa piedra o roca y pan que significa sobre o encima de. 
No queda registro más de lo que fue esta población perdida por la erupción volcánica de 1658. Varias fuentes citan la pérdida humana de muchos españoles e indígenas, más ninguna fuente proporciona cuántos murieron.